# Éric Hérenguel

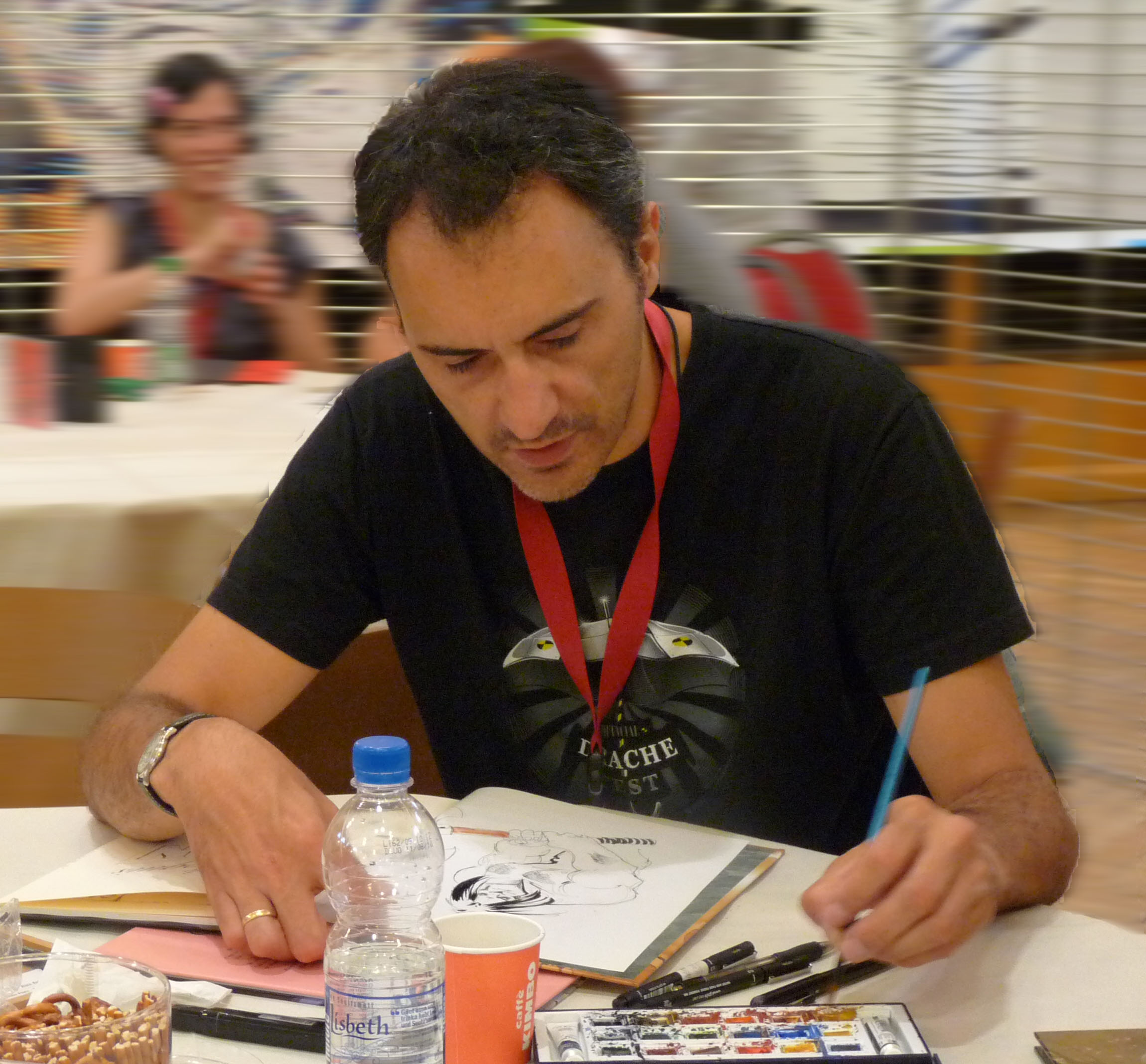
Éric Hérenguel

Eric Herenguel (Douai, 20 oktober 1966) is een Franse striptekenaar en maker van stripboeken

## Biografie
Hérenguel debuteerde in 1986 met de korte strip verhalen in het tijdschrift Kuifje. Toen dit tijdschrift stopte, werkte hij twee jaar bij een reclamebureau. Het werk van Herenguel  is sterk beïnvloed door films, voornamelijk sciencefiction. Zijn eerste serie was Carnivoren, geschreven door Jean Wacquet.  Vervolgens deed hij het tekenwerk van een aantal delen voor de langlopende reeks Het land van langvergeten  (nummers 5 tot 8 geschreven door Makyo). Later werkte hij samen met Dieter aan Les Mémoires d'Edward John Trelawnay, geïnspireerd door de echte kaper Edward John Trelawny. Vervolgens creëerde hij in 1999 Krän ("crâne" wat schedel betekent in het Frans), een serie fantasiestripboeken die een parodie op verhalen over zwaard en tovenarij zijn, in het bijzonder het rollenspel Dungeons and Dragons (Krän, de hoofdpersoon is een barbaar). Hérenguel's ironische sciencefiction-strip Kiliwatch werd in integrale vorm uitgegeven door Dark Dragon Brooks. 

## Strips
- Carnivoren, (geschreven door Jean Wacquet, uitgeverij Talent)
  1. Terry 1991
  2. Xiao 1992
- Het land van langvergeten, (geschreven door Pierre Makyo, Glénat )
  1. Ariane 1992
  2. A-Ka-Tha 1993
  3. De stem van de meesters 1994
  4. Maharani 1995
- Edward John Trelawnay, (geschreven door Dieter [fr], Delcourt )
  1. Le Voyage du Starkos 1997
  2. Princesse Zéla 1998
  3. L'Ultime Combat 1999
- Krän,  (delen 1 t/m 6 bij uitgeverij Arboris)
  1. De ruinen van Kartakwel1999
  2. De Waloe-Waloe urn 2000
  3. Pas op voor de weerwolven  2001
  4. Het grote toernooi  2001
  5. De aanval van de indringers  2002
  6. De prinses van Mormol 2003
  7. La Princesse Viagra 2005
  8. The key quête quouest ouane 2006
  9. The key quête quouest tou 2009
  10. Viva Lastrepasse 2010
- Krän Univers, (geschreven door Éric Hérenguel, getekend door Pierre Loyvet, Vents d'Ouest) Coup de mou chez les durs 2006
  1. Ultieme DTC 2007
  2. Love lovemidou 2009
  3. Kompil 'dans ta Face 2010
- Zilveren maan boven Providence, Glénat (uitgeverij)
  1. De kinderen van de afgrond  2005
  2. God bij de wortel 2008
- Legenden van Troy - Safraan  nacht (Soleil), geschreven door Christophe Arleston.
  1. Albumen de onstoffelijke  2010
  2. De wraak van Albumen 2011
- Ulysse 1781, (uitgeverij Daedalus. geschreven door Xavier Dorison)
- The Kong Crew (2016-) verhaal en illustratie. Dark Dragon Books voor de Nederlandse versie
  - Manhattan Jungle er bestaat ook een stripweb versie gelimiteerd op 100 ex
  - Erger dan de hel er bestaat ook een stripweb versie gelimiteerd op 100 ex
  - Artiesteneditie (aanstaande 2019)
- Kiliwatch (2017) edities Caurette. Met bijdragen van Kim Jung-Gi, Gene Ha, Boin Lee, Jaelwang Park, Tom Gobart, Jay Lefévère, Sébastien Lamirand, Mika, Sébastien Vastra, Thim Montaigne, Julen Ribas, Laurent Libessart, Ludovic Souillard, Mig, Emmanuel Bazin, The Dukes .
- Pilote 18 Glénat, met Pat Perna en Chris Pinon.
- Remington : afleveringen # 5 t / m 8, geïllustreerd door Dae jin
- Remington : Bogen 3 en 4, geïllustreerd door Julen Ribas